# Női 400 méteres vegyesúszás a 2013-as úszó-világbajnokságon
A női 400 méteres vegyesúszást a 2013-as úszó-világbajnokságon augusztus 4-én rendezték meg. A versenyszámot Hosszú Katinka nyerte meg.

## Rekordok
|                    | Név            | Nemzetiség   | Idő     | Helyszín | Dátum              | Forrás      |
| ------------------ | -------------- | ------------ | ------- | -------- | ------------------ | ----------- |
| Világcsúcs         | Ye Shiwen      | Kína         | 4:28,43 | London   | 2012. július 28.   | [ 1 ] [ 2 ] |
| Világbajnoki csúcs | Hosszú Katinka | Magyarország | 4:30,31 | Róma     | 2009. augusztus 2. | [ 3 ]       |

## Érmesek
| Arany                         | Ezüst                           | Bronz                               |
| Hosszú Katinka · Magyarország | Mireia Belmonte · Spanyolország | Elizabeth Beisel · Egyesült Államok |

## Eredmények

### Előfutamok
Az előfutamokat augusztus 4-én 10:24-kor rendezték.
| Helyezés | Futam | Pálya | Név                       | Nemzetiség | Idő     | Megjegyzés |
| -------- | ----- | ----- | ------------------------- | ---------- | ------- | ---------- |
| 1        | 2     | 4     | Hosszú Katinka            | HUN        | 4:32.72 | Q          |
| 2        | 2     | 5     | Mireia Belmonte           | ESP        | 4:34.64 | Q          |
| 3        | 4     | 4     | Ye Shiwen                 | CHN        | 4:34.93 | Q          |
| 4        | 4     | 3     | Jakabos Zsuzsanna         | HUN        | 4:34.93 | Q          |
| 5        | 4     | 5     | Hannah Miley              | GBR        | 4:34.94 | Q          |
| 6        | 3     | 4     | Elizabeth Beisel          | USA        | 4:35.17 | Q          |
| 7        | 3     | 5     | Maya DiRado               | USA        | 4:37.39 | Q          |
| 8        | 3     | 3     | Miyu Otsuka               | JPN        | 4:37.77 | Q          |
| 9        | 2     | 3     | Aimee Willmott            | GBR        | 4:38.43 |            |
| 10       | 3     | 7     | Chen Xinyi                | CHN        | 4:39.54 |            |
| 11       | 3     | 2     | Alexa Komarnycky          | CAN        | 4:39.94 |            |
| 12       | 4     | 7     | Barbora Závadová          | CZE        | 4:41.88 |            |
| 13       | 4     | 6     | Stefania Pirozzi          | ITA        | 4:42.33 |            |
| 14       | 3     | 6     | Beatriz Gómez Cortés      | ESP        | 4:42.78 |            |
| 15       | 4     | 2     | Yana Martynova            | RUS        | 4:44.03 |            |
| 16       | 2     | 2     | Stina Gardell             | SWE        | 4:44.50 |            |
| 17       | 4     | 1     | Joanna Melo               | BRA        | 4:44.55 |            |
| 18       | 2     | 6     | Miho Takahashi            | JPN        | 4:45.70 |            |
| 19       | 2     | 7     | Erika Seltenreich-Hodgson | CAN        | 4:46.11 |            |
| 20       | 4     | 0     | Susana Escobar            | MEX        | 4:47.18 |            |
| 21       | 2     | 8     | Nguyen Thi Anh Vien       | VIE        | 4:47.60 |            |
| 22       | 3     | 0     | Rene Warnes               | RSA        | 4:48.11 |            |
| 23       | 4     | 9     | Samantha Lucie-Smith      | NZL        | 4:49.73 |            |
| 24       | 4     | 8     | Samantha Arevalo          | ECU        | 4:50.03 |            |
| 25       | 3     | 8     | Victoria Kaminskaya       | POR        | 4:52.12 |            |
| 26       | 2     | 1     | Hanna Dzerkal             | UKR        | 4:53.34 |            |
| 27       | 1     | 5     | Zara Bailey               | JAM        | 4:54.14 |            |
| 28       | 1     | 4     | Siow Yi Ting              | MAS        | 4:54.84 |            |
| 29       | 2     | 0     | Tanja Kylliainen          | FIN        | 4:55.54 |            |
| 30       | 1     | 3     | Maria Far Núñez           | PAN        | 5:14.48 |            |
|          | 3     | 1     | Ranohon Amanova           | UZB        |         | DNS        |

### Döntő
| Helyezés  | Pálya | Név               | Nemzetiség | Idő     | Megjegyzés |
| --------- | ----- | ----------------- | ---------- | ------- | ---------- |
| Aranyérem | 4     | Hosszú Katinka    | HUN        | 4:30,41 |            |
| Ezüstérem | 5     | Mireia Belmonte   | ESP        | 4:31,21 |            |
| Bronzérem | 7     | Elizabeth Beisel  | USA        | 4:31,69 |            |
| 4         | 1     | Maya DiRado       | USA        | 4:32,70 |            |
| 5         | 2     | Hannah Miley      | GBR        | 4:34,16 |            |
| 6         | 6     | Jakabos Zsuzsanna | HUN        | 4:34,50 |            |
| 7         | 3     | Je Si-ven         | CHN        | 4:38,51 |            |
| 8         | 8     | Ócuka Miju        | JPN        | 4:39,21 |            |